# Admete choshiensis
Admete choshiensis is een slakkensoort uit de familie van de Cancellariidae. De wetenschappelijke naam van de soort is voor het eerst geldig gepubliceerd in 1962 door Shikama.